# 金州 (元朝)
金州，中国元朝时设置的州。
蒙古帝国灭大理国，元世祖至元十五年（1278年）置金州，后属闰盐州，金州属于云南行省柏兴府。治所在今四川省盐源县西北，辖境相当今四川盐源县境。因为县境内斛僰和山产出金，故名金州。至元二十七年（1290年）金州降为金县。